# Pu-Baʿlu
Pu-Baʿlu (auch Pu-Baḫla; Das Wort des Baʿlu (Westsemitisch)) war der Bürgermeister von Jursa (antike Stadt, die bisher noch nicht mit Sicherheit lokalisiert werden konnte, wahrscheinlich nahe bei Gaza gelegen, vielleicht Tell Jemmeh) in der Amarna-Zeit um 1350 v. Chr. Er ist aus verschiedenen Amarna-Briefen bekannt. Bei den sogenannten Amarna-Briefen handelt es sich um die internationale Korrespondenz der Herrscher im Nahen Osten, die an den ägyptischen Königshof gerichtet war. Die Briefe sind auf Tontafeln in Keilschrift auf Akkadisch verfasst. Akkadisch war die internationale Sprache dieser Zeit. Die Briefe fanden sich durch Zufall am Ende des 19. Jahrhunderts in Amarna, das zur fraglichen Zeit die Hauptstadt Ägyptens war, und erhielten wegen des Fundortes ihren Namen. In den Briefen stellt sich die Levante als von Kleinfehden zerrissene Region dar. Die verschiedenen Stadtfürsten bitten den ägyptischen König um Beistand. Da die Briefe nicht datiert sind, bereitet es Schwierigkeiten, die Ereignisse in eine stimmige Abfolge zu bringen.
Pu-Baʿlu war der Absender verschiedener Briefe an den ägyptischen König. Der Brief EA 314 (moderne Nummerierung, EA steht für El-Amarna) ist kurz und beginnt mit der Anrede an den ägyptischen Herrscher, in der sich Pu-Baʿlu ausgesprochen unterwürfig zeigt: ich werfe mich an die Füße des Königs, mein Herr, mein Gott, meine Sonne. Pu-Baʿlu war offensichtlich ein Vasall, ebenbürtige Herrscher bezeichneten sich gegenseitig als Bruder. Pu-Baʿlu berichtet darauf, dass er sich um den Platz des Königs kümmere, womit offensichtlich Yursa gemeint ist, das Pu-Baʿlu für den König verwaltete. Der Rest des Briefes ist nicht gut erhalten, doch scheint es um Glas zu gehen, das der ägyptische König bestellt hat und dessen Versendung Pu-Baʿlu bestätigt.
In einem zweiten Brief (EA 315) bestätigt Pu-Baʿlu, dass er die Befehle des Königs, die er durch einen Boten erfahren hat, ausführen wird. Über die Art der Befehle sagt der Brief nichts. In einem dritten Brief (EA 316) berichtet er, dass nichts in seinem Haus war, als er es betrat, so dass er keine Karawane aussenden konnte. Er würde jedoch nun eine Karawane vorbereiten um sie zum ägyptischen König zu senden. Es bleibt unklar, was Pu-Baʿlu meint, wenn er sagt, dass nichts in seinem Haus war, als er es betrat. Vielleicht ist mit dem Betreten jedoch sein Amtsbeginn gemeint.
Pu-Baʿlu wird schließlich auch in einem Brief (EA 104) des Fürsten von Byblos, Rib-Addi erwähnt. Dieser berichtet, dass Pu-Baʿlu, Sohn des Abdi-Aschirta die Stadt Ullassa eingenommen hat. Es handelt sich wahrscheinlich um eine andere Person desselben Namens.